# Hōzōin-ryū
Thương thuật Hōzō-in (宝蔵院流槍術, Hōzō-in-ryū Sōjutsu) là một phái thương thuật Nhật Bản sử dụng ngọn thương chữ thập do Hōzō-in Kakuzenbō In-ei, một tăng binh của chùa Kōfuku-ji (Hưng phúc tự) ở Nara khai sáng. Ngoài thương pháp, phái này còn truyền dạy thuật đánh Naginata, một vũ khí đặc trưng của Nhật Bản với cán dài như cán thương nhưng đầu kia gắn một lưỡi đao sắc. Khai tổ của phái là Kakuzenbō In-ei, đệ tử đời thứ hai là Inshun, đời thứ ba là Insei và đời thứ tư là Infū.Võ khí đặc trưng của phái này là thương chữ thập (Jūmoji yari). Khác với các loại thương thông thường, tại phần mũi thương của nó có gắn thêm lưỡi dao sắc hình trăng lưỡi liềm nên có thể vừa đâm như giáo, vừa chém gạt như Naginata. So với các loại thương thông thường thì nó có nhiều ưu điểm hơn về mặt tấn công và phòng thủ nên đương thời, phong trào theo học thương pháp Hōzō-in nở rộ một thời.
Tương truyền rằng Kakuzenbō In-ei trong một đêm tập võ nhìn thấy bóng trăng lưỡi liềm in trên mặt ao Saruzawa và bị ấn tượng với hình ảnh đó nên đã chế ra mũi thương chữ thập.
Hiện tại chỉ còn nhánh Takada của Hōzō-in-ryū là còn truyền dạy nhưng không thành hệ thống và cũng thất truyền các kỹ thuật đánh Naginata.

## Khai tổ Hōzō-in In-ei
In-ei sinh năm đầu của niên hiệu Daiei (1521) và mất năm Keichō thứ 12 (1607) là một tăng binh, một võ thuật gia trong chùa Kōfuku-ji, hiệu là Kakuzenbō và là viện chủ của Hōzō-in (Bảo tàng viện), một tự viện con của Kōfuku-ji.
Hōzō-in In-ei vốn là chỗ thâm giao với Yagyū Muneyoshi, theo lời khuyên của ông này đã đến học võ nghệ với Kamiizumi Nobutsuna, khai tổ của phái kiếm Shikage-ryū. Ngoài ra ông còn theo học với rất nhiều thầy khác, nhưng trong đó chịu nhiều ảnh hưởng nhất từ võ phái Tenshin Shōden Katori Shintō-ryū, một trong ba tông phái khởi nguyên của võ nghệ Nhật Bản.
Vào những năm cuối đời, In-ei thấy thương pháp của mình mâu thuẫn với giới cấm sát sinh nên không động đến giáo mác nữa, truyền giao toàn bộ võ cụ cho cao đồ Nakamura Naomasa và sống như một tăng lữ bình thường. Người kế thừa thương thuật của ông là viện chủ Hōzō-in đời thứ hai Inshun. Trong các môn đồ của ông có nhiều danh tướng dưới trướng của các sứ quân, tiêu biểu là Kani Saizō, một dũng tướng của Fukushima Masanori.

## Hōzō-in Inshun
Inshun sinh năm Tenshō thứ 17 (1589), mất năm Shōhō thứ 5 (1648), là một nhà sư và một võ đạo gia đầu thời Edo. Ông là viện chủ Hōzō-in, một tự viện con của chùa Kōfuku-ji ở Nara.
Inshun xuất thân từ gia đình hào sĩ ở xứ Yamashiro và là người thừa kế thương thuật Hōzō-in do Kakuzenbō In-ei sáng lập. Inshun là người hoàn thiện hệ thống thương thuật Hōzō-in trong thời Edo.